# Alternanthera hirtula
Alternanthera hirtula är en amarantväxtart som först beskrevs av Carl Friedrich Philipp von Martius, och fick sitt nu gällande namn av Robert Elias Fries. Alternanthera hirtula ingår i släktet alternanter, och familjen amarantväxter. Inga underarter finns listade i Catalogue of Life.